# 山下さとみ
山下 さとみ（やました さとみ）は、日本の元卓球選手。現役時代は世界卓球選手権に2度出場。全日本卓球選手権大会では女子ダブルス、混合ダブルスで優勝。

## 経歴
福岡県柳川商高在学時の1978年、高校総体では漆尾珠江と出場した女子ダブルスで優勝。
中央大学在学時の1982年度、全日本学生卓球選手権大会ではシングルス、小原るみと出場した女子ダブルスでともに優勝。全日本大学対抗卓球選手権では中央大を優勝に導き、敢闘賞を獲得。
1983年、第37回世界卓球選手権に出場。
日産自動車在籍時の1984年度、全日本選手権ではシングルス決勝で星野美香に1-3で敗れ準優勝。
1985年度、第38回世界卓球選手権に出場。全日本選手権では幸野信子と出場した女子ダブルス決勝で橘川美紀 / 斉藤美香子組を2-0で下し優勝。桜井正喜と出場した混合ダブルス決勝で斎藤清 / 細川幸智子組を2-0で下し優勝。
1986年度、全日本選手権では幸野と出場した女子ダブルス決勝で橘川 / 斉藤組に1-2で敗れ準優勝。桜井と出場した混合ダブルス決勝で斎藤 / 細川組に0-2で敗れ準優勝。